# جيمس ستيفن جورج بوغز
جيمس ستيفن جورج بوغز (16 يناير 1955 - 22 يناير 2017) كان فنانًا أمريكيًا، اشتهر برسوماته اليدوية للأوراق النقدية. ونظرًا لأسئلته الفلسفية السابقة لظهور البيتكوين حول قيمة العملات الورقية، واهتمامه المبكر بإنشاء عملته الخاصة، ومساهماته في "عملة إلكترونية مشفرة" منذ عام 2000، فقد وصفه موقع Artnet بأنه شفيع العملات المشفرة.